# Srečko Katanec
Srečko Katanec (Ljubljana, 16 de julho de 1963) é um treinador e ex-futebolista profissional esloveno, que atuava como zagueiro ou volante. Atualmente, treina a Seleção Uzbeque de Futebol.
Katanec é conhecido como um dos grandes jogadores eslovenos que atuaram pela então Iugoslávia, e por suas passagens como técnico da Seleção Eslovena de Futebol - na qual levou a participação da primeira Copa do Mundo de Futebol, em 2002, pelo país.

## Carreira

### Clubes
Entre os títulos que conquistou, destacam-se o campeonato iugoslavo de 1987, pelo Partizan Belgrado; o campeonato italiano de 1991 e a Recopa Européia de 1989 pela Sampdoria, clube pelo qual chegou à final da Copa dos Campeões da UEFA em 1992; também foi vice-campeão na Copa da UEFA de 1989, pelo Stuttgart.
Internacionalmente, destacou-se especialmente na Samp. Trazido pelo compatriota Vujadin Boškov, integrou a melhor fase da história da equipe de Gênova, em elenco que reunia os italianos Gianluca Pagliuca, Gianluca Vialli, Roberto Mancini, Pietro Vierchowod e Attilio Lombardo, o brasileiro Toninho Cerezo e o ucraniano Oleskiy Mykhailychenko; posteriormente, jogou também com o neerlandês Ruud Gullit.

### Seleção(ões)
Pela antiga Seleção Iugoslava, jogou a Eurocopa de 1984 e foi medalha de bronze nas Olimpíadas do mesmo ano. Convocado à Copa de 1990, tornou-se o terceiro esloveno a disputar o torneio (depois de Branko Oblak e Danilo Popivoda, ambos chamados no mundial de 1974), jogando 3 dos 5 jogos que a Iugoslávia disputou - seriam seus últimos por esta seleção.
Pela recém-independente Eslovênia, disputou cinco partidas, embora uma única sendo jogo oficial, e marcou um gol, já em fim de carreira. A partida oficial, ocorrida em 1994, valia para as Eliminatórias da Eurocopa de 1996, contra a Itália. Terminaria precocemente a carreira de jogador de futebol ao final daquela temporada, quando seu contrato com a Sampdoria expirou, com apenas 31 anos.

### Treinador
Em 1996, Katanec tornou-se técnico, inicialmente na Seleção Eslovena de Futebol Sub-21, como auxiliar, e no comando da equipe principal, conseguiu o feito de levar a Eslovênia a seus primeiros torneios oficiais como país independente, a Eurocopa 2000 e, principalmente, a Copa de 2002. Na Euro, os estreantes, após empate em 3 x 3 contra a Iugoslávia (chegaram a estar vencendo por 3 x 0) e derrota em 1 x 2 para a Espanha (quando tiveram o azar de sofrer o gol da derrota um minuto após terem empatado parcialmente a partida), terminaram eliminados na primeira fase, após empate sem gols contra a Noruega, que também terminou eliminada ali - ambos precisavam vencer para obter a classificação.
Nova queda na primeira fase veio na Copa da Coreia e do Japão, após conseguirem eliminar no grupo os rivais da Iugoslávia e, na repescagem, a tradicional Romênia. Na Ásia, entretanto, Katanec desentendeu-se com a estrela maior da equipe, o meia Zlatko Zahovič - que, inclusive, acabou chamando o treinador de "invejoso" - , após a derrota por 1 x 3 na estreia frente a Espanha. A eliminação veio já na segunda partida, após derrota de 0 x 1 para a África do Sul, e a despedida veio com nova derrota de 1 x 3, de virada, para o Paraguai. Após a Copa, foi contratado pela equipe grega do Olympiakos, ficando apenas uma temporada mesmo conquistando o campeonato grego.
Em 2006, passou a comandar outra seleção modesta surgida da Iugoslávia, desta vez a da Macedônia. Pediu demissão em abril de 2009, após um clima tenso entre os jogadores devido a um desentendimento que teve com o volante Goran Pandev (o "astro" da equipe) pouco antes de jogo em Amsterdã, contra os Países Baixos, válidos pelas Eliminatórias para a Copa de 2010; o jogo terminou em 4 x 0 para os neerlandeses, deixando os balcânicos em quarto lugar no grupo.
Mas Katanec não ficou muito tempo fora dos gramados: em junho, foi anunciado como o novo comandante da Seleção dos Emirados Árabes, sucedendo ao francês Dominique Bathenay.

## Títulos

### Clubes
Partizan
- Liga Iugoslava: 1986–87; vice 1987–88

VfB Stuttgart
- UEFA Cup: Vice 1988–89

Sampdoria
- Serie A: 1990–91
- Coppa Italia: 1993–94
- Supercoppa Italiana: 1991
- Cup Winners' Cup: 1989–90
- European Cup: Vice 1991–92